# تیپر گور
تیپر گور (انگلیسی: Tipper Gore؛ زادهٔ ۱۹ اوت ۱۹۴۸) سیاست‌مدار اهل ایالات متحده آمریکا است. وی از سال ۱۹۷۰ تا ۲۰۱۰ همسر ال گور بود.